# Plain Vanilla
Plain Vanilla (englisch für „einfach Vanille[geschmack], ohne Extras“) ist ein Ausdruck aus dem US-amerikanischen Sprachraum für etwas Gewöhnliches oder Normales, ohne Zusätze oder Optionen. Er wird seit den 1960er-Jahren auch in Europa vermehrt gebraucht.

## Wortherkunft
Mit der Bezeichnung plain vanilla wurde zunächst die am meisten verlangte Eissorte in den USA bezeichnet: Vanillegeschmack. Mit der Erfindung des künstlichen Vanillins Ende des 19. Jahrhunderts wurde Vanillearoma günstig und damit weitläufig verwendet. Es wurde bald als einfachster purer Geschmack angesehen, als „normal, gewöhnlich“, ohne Extras oder Zusätze.
Die Verwendung des Ausdrucks plain vanilla in der übertragenen Bedeutung als „ohne Zusätze, einfach, schlicht“ lässt sich zurückverfolgen bis zu einem Artikel im US-amerikanischen Magazin Life von 1942, der im Titel von einer „puren Vanille-Außenpolitik“ sprach. Damit wurde das zeitgenössische Verständnis von vanilla als „simpel, langweilig“ widergespiegelt. Das Oxford English Dictionary nahm diese zusätzliche Bedeutung von vanilla in den 1970er-Jahren in seinen Wortschatz auf. 1997 wurde ergänzt: „ursprünglich verwendet bezüglich sexueller Aktivitäten, besonders als Vanillasex“ (used orig. with reference to sexual activity, esp. in vanilla sex). Beispiele nennen Textstellen vor allem aus den 1970ern, die vanilla als unterscheidende Abgrenzung zu BDSM-Anhängern in der Schwulen- und Lesben-Szene verwenden.
Später fand dieser Ausdruck seinen Weg in andere Bereiche, die oftmals von den Sprachgewohnheiten der USA bestimmt wurden. Beispiele sind:
- Vanilla oder Plain Vanilla als Namenszusatz einer Softwareversion zur Kennzeichnung der Standardvariante ohne Modifikation oder Anpassung
- Plain-Vanilla-Anleihen als Standardformen von Optionsanleihen, unterschieden in Vanilla Call (eine gewöhnliche Kaufoption) und Vanilla Put (eine gewöhnliche Verkaufsoption)
- Plain Vanilla Swap als gewöhnlicher Austausch von fixen und variablen Zinszahlungsströmen

## Beispiele in der Informationstechnik
Laut Eric S. Raymonds The New Hacker’s Dictionary bedeutet vanilla im Softwarebereich „gewöhnlich, standardisiert“.
Eines der frühsten Beispiele ist IBMs Mainframe-Text-Publishing-System BookMaster, das einen als Vanilla bezeichneten Standardweg bereitstellt, um zu selektieren, welche Teile eines Buchs publiziert werden sollen, und einen komplexeren als mocha bezeichnet.
Manchmal wurde die Bezeichnung auch im Zusammenhang mit Computerhardware ohne Extras verwendet, so wurden in den 1990er-Jahren nicht-aufgerüstete Heimcomputer von Amiga (plain) vanilla genannt, später manchmal auch PC-Komponenten.
In Unix-Kernels ist ein vanilla kernel ein Kernel, der nicht durch Third-party-Quellen modifiziert wurde. Beispielsweise wird dem Vanilla-Linuxkernel oft ein Linux-Distribution-spezifischer „Geschmack“ durch starke Modifikation gegeben.
In Computerspielen wird Vanilla oft verwendet, um die Originalversion zu bezeichnen, die nicht durch Mods, Entwickler-Updates, DLCs oder Patches modifiziert wurde. Vanilla kann sich aber auch auf die originale und ursprüngliche Spiel-Engine beziehen, wenn zusätzliche Source-ports oder Add-ons existieren. Beispielsweise kann sich der Ausdruck World of Warcraft auf das Originalspiel oder aber eine der Erweiterungen beziehen, weswegen die Verwender sich auf die Ursprungsvariante als Vanilla beziehen, um diese sprachlich von späteren Varianten abzugrenzen.
Charles Winborne bezeichnete 2003 als plain-vanilla webpage eine statische Webseite, die nur aus Text und Links auf weitere Elemente besteht und sich nicht verändert.